# 김태호 (1960년)
김태호(金太鎬, 1960년 9월 17일 ~ )는 대한민국의 공기업인이며, 서울교통공사 사장을 역임하였다.

## 학력
- 마산고등학교
- 서울대학교 산업공학과 학사
- 서울대학교 대학원 산업공학과 석사
- 텍사스 A&M 대학교 대학원 산업공학과 박사

## 경력
- 1986년 5월 : 한국전기통신공사 운용기술부 근무
- 2003년 2월 : KT 품질경영실 식스시그마팀장
- 2004년 12월 : KT 기획조정실 경영관리팀장
- 2006년 11월 : KT 혁신기획실장
- 2007년 5월 : KT IT기획실장
- 2009년 6월 : KT 경영지원실 연구위원
- 2010년 8월 : 하림그룹 팀장
- 2012년 1월 : 차병원그룹 그룹기획총괄본부 부사장
- 2013년 5월 : 차케어스 사장
- 2014년 8월 ~ 2016년 8월 : 서울특별시 도시철도공사 사장
- 2016년 8월 ~ 2017년 5월 : 서울메트로 사장
- 2017년 5월 ~ 2019년 12월 : 서울교통공사 사장
- 메트로플러스 대표이사
- 메트로텍 대표이사
- 우진PRT 이사